# Svetovni pokal v smučarskih poletih 2009
Svetovni pokal v smučarskih poletih 2009 je bila dvanajsta uradna sezona svetovnega pokala v smučarskih poletih nagrajena z malim globusom kot del iste sezone svetovnega pokala v smučarskih skokih. Po osmih letih pavze so to sezono za to disciplino spet začeli podeljevati male kristalne globuse. 

## Koledar

### Moški
| Št. | Sezona | Datum            | Kraj                     | Letalnica                                  | Vel. | Zmagovalec            | Drugi           | Tretji                      | Rumena majica         | Ref.  |
| --- | ------ | ---------------- | ------------------------ | ------------------------------------------ | ---- | --------------------- | --------------- | --------------------------- | --------------------- | ----- |
| 70  | 1      | 10. januar 2009  | Tauplitz/Bad Mitterndorf | Kulm HS200                                 | LE   | Gregor Schlierenzauer | Simon Ammann    | Martin Koch                 | Gregor Schlierenzauer | [ 2 ] |
| 71  | 2      | 11. januar 2009  | Tauplitz/Bad Mitterndorf | Kulm HS200                                 | LE   | Gregor Schlierenzauer | Harri Olli      | Simon Ammann                | Gregor Schlierenzauer | [ 3 ] |
| 72  | 3      | 14. februar 2009 | Oberstdorf               | Heini-Klopfer-Skiflugschanze HS213 (nočna) | LE   | Harri Olli            | Anders Jacobsen | Johan Remen Evensen         | Gregor Schlierenzauer | [ 4 ] |
| 73  | 4      | 15. marec 2009   | Vikersund                | Vikersundbakken HS207                      | LE   | Gregor Schlierenzauer | Simon Ammann    | Dimitrij Vasiljev           | Gregor Schlierenzauer | [ 5 ] |
| 74  | 5      | 20. marec 2009   | Planica                  | Letalnica bratov Gorišek HS215             | LE   | Gregor Schlierenzauer | Adam Małysz     | Dimitrij Vasiljev           | Gregor Schlierenzauer | [ 6 ] |
| 75  | 6      | 22. marec 2009   | Planica                  | Letalnica bratov Gorišek HS215             | LE   | Harri Olli            | Adam Małysz     | Simon Ammann Robert Kranjec | Gregor Schlierenzauer | [ 7 ] |

### Ekipno
| Št. | Sezona | Datum            | Kraj       | Letalnica                          | Vel. | Zmagovalec                                                                           | Drugi                                                                       | Tretji                                                                         | Rumena majica | Ref.   |
| --- | ------ | ---------------- | ---------- | ---------------------------------- | ---- | ------------------------------------------------------------------------------------ | --------------------------------------------------------------------------- | ------------------------------------------------------------------------------ | ------------- | ------ |
| 6   | 1      | 15. februar 2009 | Oberstdorf | Heini-Klopfer-Skiflugschanze HS213 | LE   | FinskaKalle Keituri Juha-Matti Ruuskanen Matti Hautamäki Harri Olli                  | RusijaDenis Kornilov · Pavel Karelin · Ilya Rosliakov · Dimitrij Vasiljev · | AvstrijaWolfgang Loitzl · Markus Eggenhofer · Andreas Kofler · Martin Koch ·   | Avstrija      | [ 8 ]  |
| 7   | 2      | 14. marec 2009   | Vikersund  | Vikersundbakken HS207 (night)      | LE   | AvstrijaMartin Koch · Wolfgang Loitzl · Thomas Morgenstern · Gregor Schlierenzauer · | FinskaMatti Hautamäki Kalle Keituri Ville Larinto Harri Olli                | NorveškaJohan Remen Evensen Bjørn Einar Romøren Anders Bardal Anders Jacobsen  | Avstrija      | [ 9 ]  |
| 8   | 3      | 21. marec 2009   | Planica    | Letalnica bratov Gorišek HS215     | LE   | NorveškaTom Hilde Johan Remen Evensen Anders Jacobsen Anders Bardal                  | PoljskaKamil Stoch Łukasz Rutkowski Stefan Hula Adam Małysz                 | RusijaDenis Kornilov · [Pavel Karelin]] · Ilya Rosliakov · Dimitrij Vasiljev · | Avstrija      | [ 10 ] |

## Lestvica
| Uvr. | po 6 tekmah           | 10/01/2009 Kulm | 11/01/2009 Kulm | 14/02/2009 Oberstdorf | 15/03/2009 Vikersund | 20/03/2009 Planica | 22/03/2009 Planica | Skupaj |
| ---- | --------------------- | --------------- | --------------- | --------------------- | -------------------- | ------------------ | ------------------ | ------ |
| 1    | Gregor Schlierenzauer | 100             | 100             | 32                    | 100                  | 100                | 45                 | 477    |
| 2    | Harri Olli            | 24              | 80              | 100                   | 36                   | 32                 | 100                | 372    |
| 3    | Simon Ammann          | 80              | 60              | 50                    | 80                   | 40                 | 60                 | 370    |
| 4    | Martin Koch           | 60              | 45              | 24                    | 50                   | 18                 | 24                 | 221    |
| 5    | Anders Jacobsen       | 50              | 50              | 80                    | 9                    | 9                  | 22                 | 220    |
| 6    | Dimitrij Vasiljev     |                 |                 | 40                    | 60                   | 60                 | 40                 | 200    |
| 7    | Robert Kranjec        | 22              | 15              | 14                    | 45                   | 36                 | 60                 | 192    |
|      | Adam Małysz           |                 |                 |                       | 32                   | 80                 | 80                 | 192    |
| 9    | Matti Hautamäki       | 29              | 40              | 45                    | 24                   | 14                 | 4                  | 156    |
| 10   | Anders Bardal         | 26              | 11              | 36                    |                      | 50                 | 20                 | 143    |
| 11   | Johan Remen Evensen   | 11              | 20              | 60                    | 26                   | 7                  | 7                  | 131    |
| 12   | Wolfgang Loitzl       | 36              | 26              | 10                    | 16                   | 22                 | 18                 | 128    |
| 13   | Martin Schmitt        | 20              | 22              | 16                    | 22                   | 11                 | 26                 | 117    |
| 14   | Emmanuel Chedal       | 32              | 24              | 22                    | 20                   |                    | 16                 | 114    |
| 15   | Tom Hilde             | 15              | 32              | 7                     |                      | 45                 | 3                  | 102    |
| 16   | Andreas Küttel        |                 |                 | 29                    | 29                   | 24                 | 15                 | 97     |
| 17   | Ville Larinto         | 45              | 36              |                       | 10                   | 2                  |                    | 93     |
| 18   | Thomas Morgenstern    | 40              | 29              |                       | 8                    | 4                  | 10                 | 91     |
| 19   | Roar Ljøkelsøy        | 18              | 14              | 20                    |                      | 16                 | 13                 | 81     |
| 20   | Noriaki Kasai         |                 |                 |                       | 40                   | 3                  | 36                 | 79     |
| 21   | Michael Neumayer      | 12              | 18              | 6                     | 18                   |                    | 12                 | 66     |
| 22   | Kamil Stoch           |                 |                 |                       |                      | 26                 | 32                 | 58     |
| 23   | Markus Eggenhofer     | 16              | 1               | 9                     | 15                   |                    | 5                  | 46     |
| 24   | Kalle Keituri         |                 |                 | 26                    | 12                   |                    | 6                  | 44     |
| 25   | Roman Koudelka        |                 |                 |                       | 14                   |                    | 29                 | 43     |
| 26   | Bjørn Einar Romøren   | 13              | 13              | 15                    |                      |                    |                    | 41     |
|      | Pavel Karelin         | 9               | 12              | 5                     | 3                    | 12                 |                    | 41     |
| 28   | Michael Uhrmann       | 10              | 16              |                       | 13                   |                    | 1                  | 40     |
| 29   | Vegard Haukø Sklett   |                 |                 | 13                    | 4                    | 20                 |                    | 37     |
| 30   | Jernej Damjan         |                 |                 |                       | 6                    | 29                 |                    | 35     |

| Uvr. | po 9 tekmah             | Točke |
| ---- | ----------------------- | ----- |
| 1    | Avstrija                | 1924  |
| 2    | Norveška                | 1728  |
| 3    | Finska                  | 1475  |
| 4    | Švica                   | 467   |
| 5    | Slovenija               | 927   |
| 6    | Rusija                  | 973   |
| 7    | Nemčija                 | 743   |
| 8    | Poljska                 | 670   |
| 9    | Japonska                | 353   |
| 10   | Češka                   | 172   |
| 11   | Francija                | 130   |
| 12   | Kazahstan               | 50    |
| 13   | Italija                 | 25    |
| 14   | Združene države Amerike | 15    |
| 15   | Švedska                 | 11    |
| 16   | Ukrajina                | 6     |